# Unterwesterwaldkreis

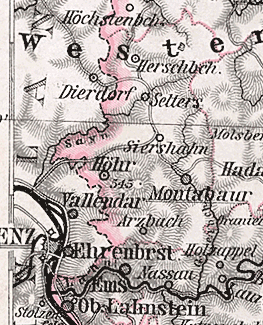
Unterwesterwaldkreis, 1905

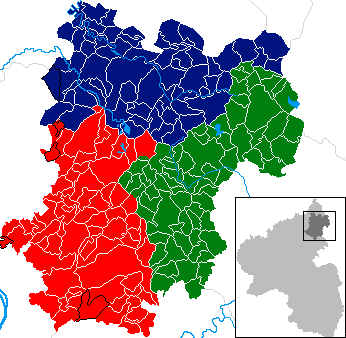
In Rot der Unterwesterwaldkreis von 1886 bis 1932 innerhalb des heutigen Westerwaldkreises

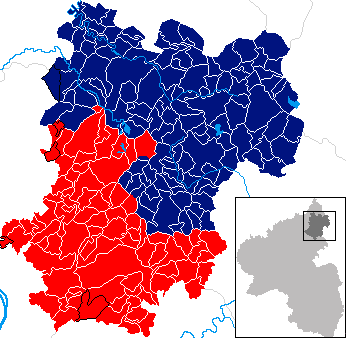
In Rot der Unterwesterwaldkreis von 1932 bis 1974 innerhalb des heutigen Westerwaldkreises

Der Unterwesterwaldkreis war ein Landkreis in Rheinland-Pfalz. Er hatte seinen Sitz in Montabaur.

## Geographie
Der Landkreis grenzte Anfang 1969 im Uhrzeigersinn im Norden beginnend an den Oberwesterwaldkreis (in Rheinland-Pfalz), an den Landkreis Limburg (in Hessen) sowie an den Unterlahnkreis, an den Loreleykreis, an die kreisfreie Stadt Koblenz und an die Landkreise Koblenz und Neuwied (alle wiederum in Rheinland-Pfalz).

## Geschichte
Der Unterwesterwaldkreis entstand durch die preußische Verordnung vom 22. Februar 1867 nach der Annexion des Herzogtums Nassau durch Preußen im Zuge des Deutschen Krieges aus dem nassauischen Amt Montabaur und dem größten Teil des nassauischen Amtes Selters.
Die Provinz Hessen-Nassau wurde in die zwei Regierungsbezirke Kassel für das vorherige Kurfürstentum Hessen und Wiesbaden für das ehemalige Herzogtum Nassau aufgeteilt. Die Regierungsbezirke wurden wiederum in Landkreise unterteilt.
Im Jahr 1886 schied das ehemalige nassauische Amt Wallmerod aus dem Unterwesterwaldkreis aus und wurde Teil des neuen Kreises Westerburg. Am 1. Oktober 1932 wurde im Rahmen einer preußischen Gebietsreform der Kreis Westerburg wieder aufgelöst und seine südlichen Gemeinden kehrten wieder in den Unterwesterwaldkreis zurück.
Im Jahr 1944 wurde die Provinz Hessen-Nassau aufgeteilt, wobei der Unterwesterwaldkreis in die Provinz Nassau eingegliedert wurde. Nach dem Zweiten Weltkrieg wurde der Kreis Teil der französischen Besatzungszone. Diese wurde später in mehrere deutsche Länder aufgeteilt, wobei der Unterwesterwaldkreis zu Rheinland-Pfalz kam. Der zuständige Regierungsbezirk war bis 1968 Montabaur und danach der Regierungsbezirk Koblenz.
Am 7. November 1970 wechselte die Gemeinde Marienhausen in den Landkreis Neuwied. Gleichzeitig wechselte die Gemeinde Düringen aus dem Oberwesterwaldkreis in den Unterwesterwaldkreis und wurde nach Wölferlingen eingemeindet. Am 29. Januar 1971 wechselten auch die Gemeinden Niedersayn und Sainerholz aus dem Oberwesterwaldkreis in den Unterwesterwaldkreis. Insgesamt verringerte sich die durch die 1969 beginnenden Gebietsreformen in Rheinland-Pfalz die Zahl der Gemeinden des Kreises bis 1974 von 90 auf 78.
Der Unterwesterwaldkreis wurde am 16. März 1974 aufgelöst. Die Gemeinde Arzbach kam zum Rhein-Lahn-Kreis und die Gemeinde Stromberg wurde in die Stadt Bendorf im Landkreis Mayen-Koblenz eingemeindet. Alle übrigen Gemeinden bildeten zusammen mit dem ebenfalls aufgelösten Oberwesterwaldkreis den neuen Landkreis Westerwald. Dieser wurde bereits wenige Monate später am 1. August 1974 in Westerwaldkreis umbenannt.

## Einwohnerentwicklung
| Jahr | Einwohner | Quelle |
| ---- | --------- | ------ |
| 1871 | 51.825    | [ 6 ]  |
| 1900 | 45.377    | [ 2 ]  |
| 1910 | 47.442    | [ 2 ]  |
| 1925 | 49.696    | [ 2 ]  |
| 1939 | 60.073    | [ 2 ]  |
| 1950 | 68.119    | [ 2 ]  |
| 1960 | 74.000    | [ 2 ]  |
| 1970 | 85.900    | [ 7 ]  |
| 1972 | 88.393    |        |

## Landräte
- 1867–188400Friedrich von Korff gen. Schmising-Kerssenbrock[8]
- 1884–189100Adolph Dombois
- 1891–189400Paul Spickendorff[8]
- 1894–190600Adolf Schmidt
- 1906–191400Peter Marschall von Bieberstein[8]
- 1914–192300Hans Bertuch
- 1923–192300Heinrich Roth
- 1924–193300Richard Collet[8]
- 1933–194500Rudolf von Preuschen von und zu Liebenstein
- 1946–194700Heinrich Roth
- 1948–196100Alfons Feid
- 1961–197000Georg Klinkhammer
- 1970–197400Norbert Heinen

## Gemeinden
Die folgende Liste enthält alle Gemeinden, die dem Unterwesterwaldkreis zwischen 1886 und 1974 angehörten. Bei den vor 1974 aufgelösten Gemeinden werden die heutige Zugehörigkeit und das Datum der Eingemeindung angegeben.
| Gemeinde                 | Nassauisches Amt | Heutiger Kreis | Heutige Verbands- gemeinde | Heutige Gemeinde   | Datum der Eingemeindung |
| ------------------------ | ---------------- | -------------- | -------------------------- | ------------------ | ----------------------- |
| Alsbach                  | Selters          | WW             | Ransbach-Baumbach          |                    |                         |
| Arzbach                  | Montabaur        | EMS            | Bad Ems-Nassau             |                    |                         |
| Bannberscheid            | Montabaur        | WW             | Wirges                     |                    |                         |
| Baumbach                 | Selters          | WW             |                            | Ransbach-Baumbach  | 7. Juni 1969            |
| Bladernheim              | Montabaur        | WW             |                            | Montabaur          | 22. April 1972          |
| Boden                    | Montabaur        | WW             | Montabaur                  |                    |                         |
| Breitenau                | Selters          | WW             | Ransbach-Baumbach          |                    |                         |
| Caan                     | Selters          | WW             | Ransbach-Baumbach          |                    |                         |
| Daubach                  | Montabaur        | WW             | Montabaur                  |                    |                         |
| Deesen                   | Selters          | WW             | Ransbach-Baumbach          |                    |                         |
| Dernbach                 | Montabaur        | WW             | Wirges                     |                    |                         |
| Dreikirchen              |                  | WW             | Wallmerod                  |                    |                         |
| Ebernhahn                | Montabaur        | WW             | Wirges                     |                    |                         |
| Eitelborn                | Montabaur        | WW             | Montabaur                  |                    |                         |
| Elgendorf                | Montabaur        | WW             |                            | Montabaur          | 22. April 1972          |
| Ellenhausen              | Selters          | WW             | Selters                    |                    |                         |
| Eschelbach               | Montabaur        | WW             |                            | Montabaur          | 22. April 1972          |
| Ettersdorf               | Montabaur        | WW             |                            | Montabaur          | 22. April 1972          |
| Freilingen               | Selters          | WW             | Selters                    |                    |                         |
| Freirachdorf             | Selters          | WW             | Selters                    |                    |                         |
| Gackenbach               | Montabaur        | WW             | Montabaur                  |                    |                         |
| Girod                    | Wallmerod        | WW             | Montabaur                  |                    |                         |
| Goddert                  | Selters          | WW             | Selters                    |                    |                         |
| Goldhausen               | Wallmerod        | WW             |                            | Ruppach-Goldhausen | 7. Juni 1969            |
| Görgeshausen             | Wallmerod        | WW             | Montabaur                  |                    |                         |
| Grenzau                  | Selters          | WW             |                            | Höhr-Grenzhausen   | 1. April 1936           |
| Grenzhausen              | Selters          | WW             |                            | Höhr-Grenzhausen   | 1. April 1936           |
| Großholbach              | Wallmerod        | WW             | Montabaur                  |                    |                         |
| Hartenfels               | Selters          | WW             | Selters                    |                    |                         |
| Heilberscheid            | Wallmerod        | WW             | Montabaur                  |                    |                         |
| Heiligenroth             | Montabaur        | WW             | Montabaur                  |                    |                         |
| Helferskirchen           | Selters          | WW             | Wirges                     |                    |                         |
| Herschbach               | Selters          | WW             | Selters                    |                    |                         |
| Hilgert                  | Selters          | WW             | Höhr-Grenzhausen           |                    |                         |
| Hillscheid               | Montabaur        | WW             | Höhr-Grenzhausen           |                    |                         |
| Höhr                     | Selters          | WW             |                            | Höhr-Grenzhausen   | 1. April 1936           |
| Höhr-Grenzhausen, Stadt  |                  | WW             | Höhr-Grenzhausen           |                    |                         |
| Holler                   | Montabaur        | WW             | Montabaur                  |                    |                         |
| Horbach                  | Montabaur        | WW             | Montabaur                  |                    |                         |
| Horressen                | Montabaur        | WW             |                            | Montabaur          | 22. April 1972          |
| Hübingen                 | Montabaur        | WW             | Montabaur                  |                    |                         |
| Hundsangen               | Wallmerod        | WW             | Wallmerod                  |                    |                         |
| Hundsdorf                | Selters          | WW             | Ransbach-Baumbach          |                    |                         |
| Kadenbach                | Montabaur        | WW             | Montabaur                  |                    |                         |
| Kammerforst              | Selters          | WW             | Höhr-Grenzhausen           |                    |                         |
| Kleinholbach             | Wallmerod        | WW             |                            | Girod              | 7. Juni 1969            |
| Krümmel                  | Selters          | WW             | Selters                    |                    |                         |
| Leuterod                 | Montabaur        | WW             | Wirges                     |                    |                         |
| Marienhausen             | Selters          | NR             | Dierdorf                   |                    |                         |
| Marienrachdorf           | Selters          | WW             | Selters                    |                    |                         |
| Maroth                   | Selters          | WW             | Selters                    |                    |                         |
| Maxsain                  | Selters          | WW             | Selters                    |                    |                         |
| Mogendorf                | Selters          | WW             | Wirges                     |                    |                         |
| Montabaur, Stadt         | Montabaur        | WW             | Montabaur                  |                    |                         |
| Moschheim                | Montabaur        | WW             | Wirges                     |                    |                         |
| Nauort                   | Selters          | WW             | Ransbach-Baumbach          |                    |                         |
| Nentershausen            | Wallmerod        | WW             | Montabaur                  |                    |                         |
| Neuhäusel                | Montabaur        | WW             | Montabaur                  |                    |                         |
| Niederelbert             | Montabaur        | WW             | Montabaur                  |                    |                         |
| Niedererbach             | Wallmerod        | WW             | Montabaur                  |                    |                         |
| Niedersayn (ab 1971)     | Wallmerod        | WW             | Wirges                     |                    |                         |
| Nomborn                  | Wallmerod        | WW             | Montabaur                  |                    |                         |
| Nordhofen                | Selters          | WW             | Selters                    |                    |                         |
| Oberelbert               | Montabaur        | WW             | Montabaur                  |                    |                         |
| Obererbach               | Wallmerod        | WW             | Wallmerod                  |                    |                         |
| Oberhaid                 | Selters          | WW             | Ransbach-Baumbach          |                    |                         |
| Oberhausen               | Wallmerod        | WW             |                            | Dreikirchen        | 7. Juni 1969            |
| Ötzingen                 | Montabaur        | WW             | Wirges                     |                    |                         |
| Pütschbach               | Wallmerod        | WW             |                            | Dreikirchen        | 7. Juni 1969            |
| Quirnbach                | Selters          | WW             | Selters                    |                    |                         |
| Ransbach                 | Selters          | WW             |                            | Ransbach-Baumbach  | 7. Juni 1969            |
| Ransbach-Baumbach, Stadt |                  | WW             | Ransbach-Baumbach          |                    |                         |
| Reckenthal               | Montabaur        | WW             |                            | Montabaur          | 22. April 1972          |
| Rückeroth                | Selters          | WW             | Selters                    |                    |                         |
| Ruppach                  | Wallmerod        | WW             |                            | Ruppach-Goldhausen | 7. Juni 1969            |
| Ruppach-Goldhausen       |                  | WW             | Montabaur                  |                    |                         |
| Sainerholz (ab 1971)     | Wallmerod        | WW             |                            | Ötzingen           | 20. März 1971           |
| Schenkelberg             | Selters          | WW             | Selters                    |                    |                         |
| Selters                  | Selters          | WW             | Selters                    |                    |                         |
| Sessenbach               | Selters          | WW             | Ransbach-Baumbach          |                    |                         |
| Sessenhausen             | Selters          | WW             | Selters                    |                    |                         |
| Siershahn                | Montabaur        | WW             | Wirges                     |                    |                         |
| Simmern                  | Montabaur        | WW             | Montabaur                  |                    |                         |
| Stahlhofen               | Montabaur        | WW             | Montabaur                  |                    |                         |
| Staudt                   | Montabaur        | WW             | Wirges                     |                    |                         |
| Steinefrenz              | Wallmerod        | WW             | Wallmerod                  |                    |                         |
| Steinen                  | Selters          | WW             | Selters                    |                    |                         |
| Stromberg                | Selters          | MYK            |                            | Bendorf            | 16. März 1974           |
| Untershausen             | Montabaur        | WW             | Montabaur                  |                    |                         |
| Vielbach                 | Selters          | WW             | Selters                    |                    |                         |
| Welschneudorf            | Montabaur        | WW             | Montabaur                  |                    |                         |
| Weroth                   | Wallmerod        | WW             | Wallmerod                  |                    |                         |
| Wirges                   | Montabaur        | WW             | Wirges                     |                    |                         |
| Wirscheid                | Selters          | WW             | Ransbach-Baumbach          |                    |                         |
| Wirzenborn               | Montabaur        | WW             |                            | Montabaur          | 22. April 1972          |
| Wittgert                 | Selters          | WW             | Ransbach-Baumbach          |                    |                         |
| Wölferlingen             | Selters          | WW             | Selters                    |                    |                         |
| Zürbach                  | Selters          | WW             |                            | Maxsain            | 1. März 1970            |

## Kfz-Kennzeichen
Am 1. Juli 1956 wurde dem Landkreis bei Einführung der bis heute gültigen Kfz-Kennzeichen das Unterscheidungszeichen MT zugewiesen. Es leitet sich von der Kreisstadt Montabaur ab und wurde bis zum 11. Februar 1979 im Westerwaldkreis ausgegeben.